# Rajarani-Tempel

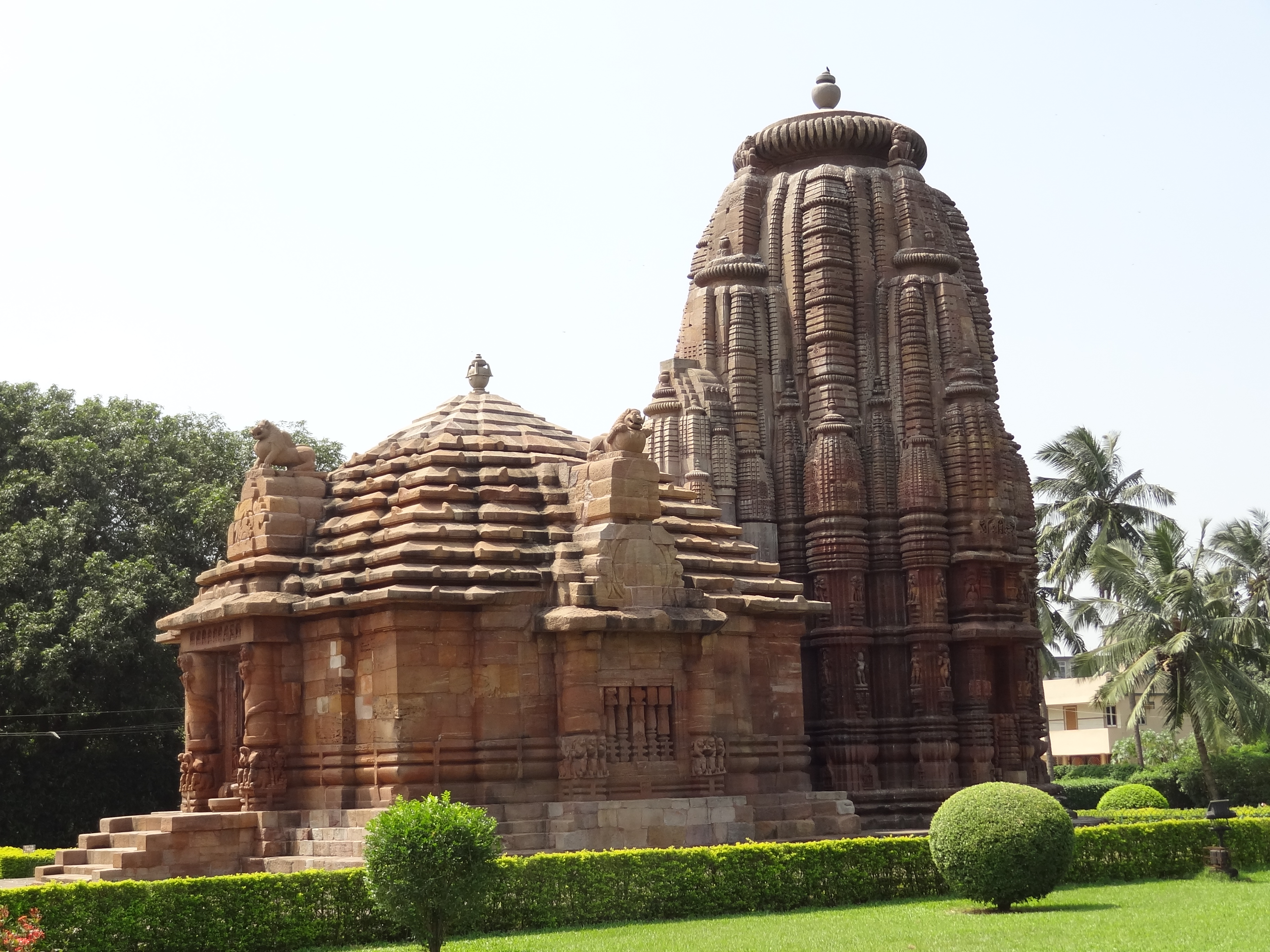
Rajarani-Tempel, Bhubaneswar

Der Rajarani-Tempel ist einer der schönsten mittelalterlichen hinduistischen Tempelbauten von Bhubaneswar, der Hauptstadt des ostindischen Bundesstaats Odisha. Der Tempel war wahrscheinlich – trotz des Fehlens eines Lingams im Innern – dem Hindu-Gott Shiva geweiht; sein überlieferter Name leitet sich ab von dem hier verwendeten Steinmaterial.

## Lage
Der Rajarani-Tempel befindet sich am Ostrand des Tempelbezirks von Bhubaneswar etwa 1,5 km nordöstlich des Lingaraja-Tempels.

## Geschichte
Gründer und exakte Bauzeit des Tempels sind unbekannt. Aufgrund seiner entwickelten architektonischen Formen, die denen des nur etwa 400 m westlich gelegenen Siddheswara-Tempels ähneln, und seines nahezu vollplastischen Figurenschmucks gilt jedoch eine Datierung in die Zeit des ausgehenden 11. oder beginnenden 12. Jahrhunderts als wahrscheinlich.

## Tempel

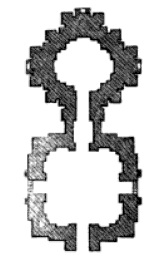
Rajarani-Tempel, Grundriss mit Vorhalle (jagamohana) und Cella (garbhagriha)

### Architektur
Der Tempelbau besteht aus einer quadratischen Vorhalle (jagamohana) mit nach Osten weisendem Eingang und dem Sanktumsbereich (garbhagriha); beide Bauteile unterscheiden sich durch ihre Dachformen – während die Vorhalle ein mehrfach gestuftes Pyramidendach (pitha-deul) trägt, wird die Cella von einem ca. 18 m hohen Turm (rekha-deul) mit zahlreichen Begleittürmchen (urushringas) und einem gerippten amalaka-Ringstein überragt. Beide Bauteile schließen jeweils mit einem glückverheißenden kalasha-Krug. Ungewöhnlich sind die reiche Wandgliederung im Innern der Cella und die Methode des Lichteinlasses in der Vorhalle, die durch seitliche Fensteröffnungen mit nebeneinandergestellten Säulen bzw. Pfeilern bewerkstelligt wird.

### Bauzier
Der Tempel ist reich mit nahezu vollplastisch gearbeiteten Skulpturen geschmückt. Götterfiguren (darunter die 8 Wächter der Himmelsrichtungen (dikpalas) auf ihren Begleittieren (vahanas)) finden sich ebenso wie Liebespaare (mithunas) und „Schöne Mädchen“ (surasundaris) in verschiedenen Posituren. Ganz ungewöhnlich sind die beiden Säulen links und rechts des Eingangs, deren Schäfte von girlandentragenden Schlangenwächtern (nagas) umschlungen sind. Darüber befindet sich ein massiver steinerner Sturzbalken mit den Reliefs der „Neun Planeten“ (navagrahas). Das Portalgewände aber auch andere Bauteile sind mit vegetabilischem Rankenwerk geschmückt.

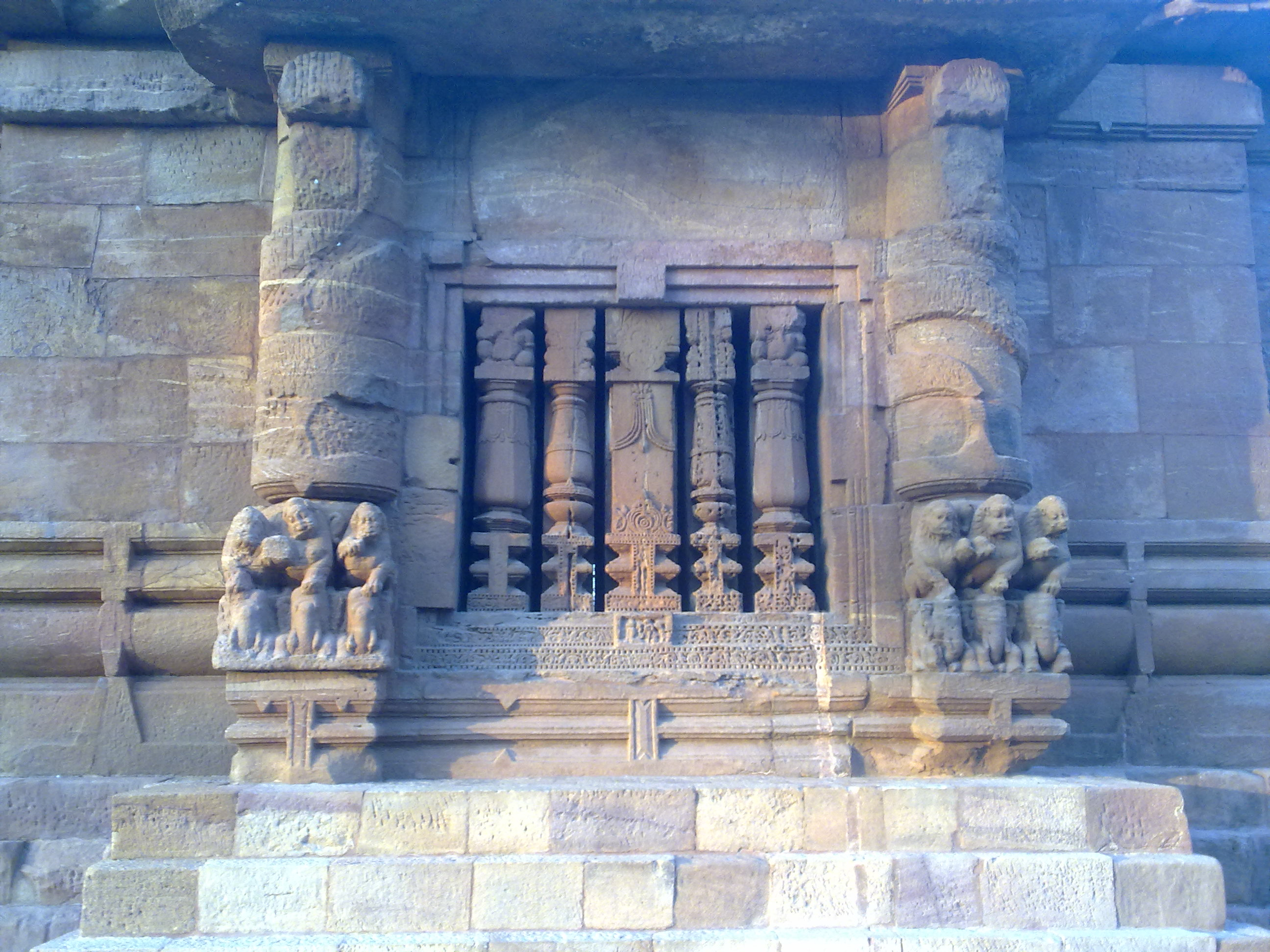
Fensterzier
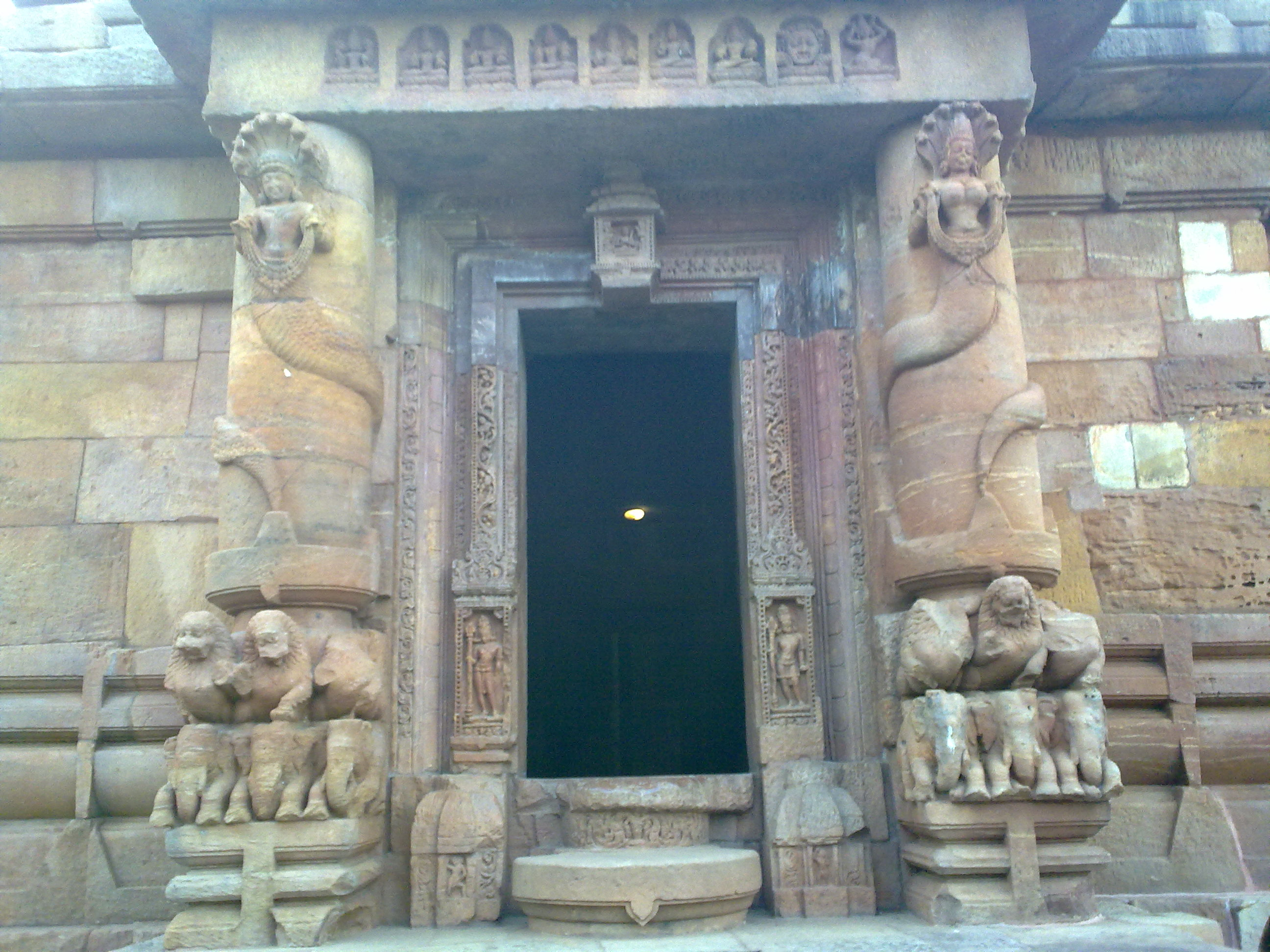
Portalzone mit Schlangenwächtern
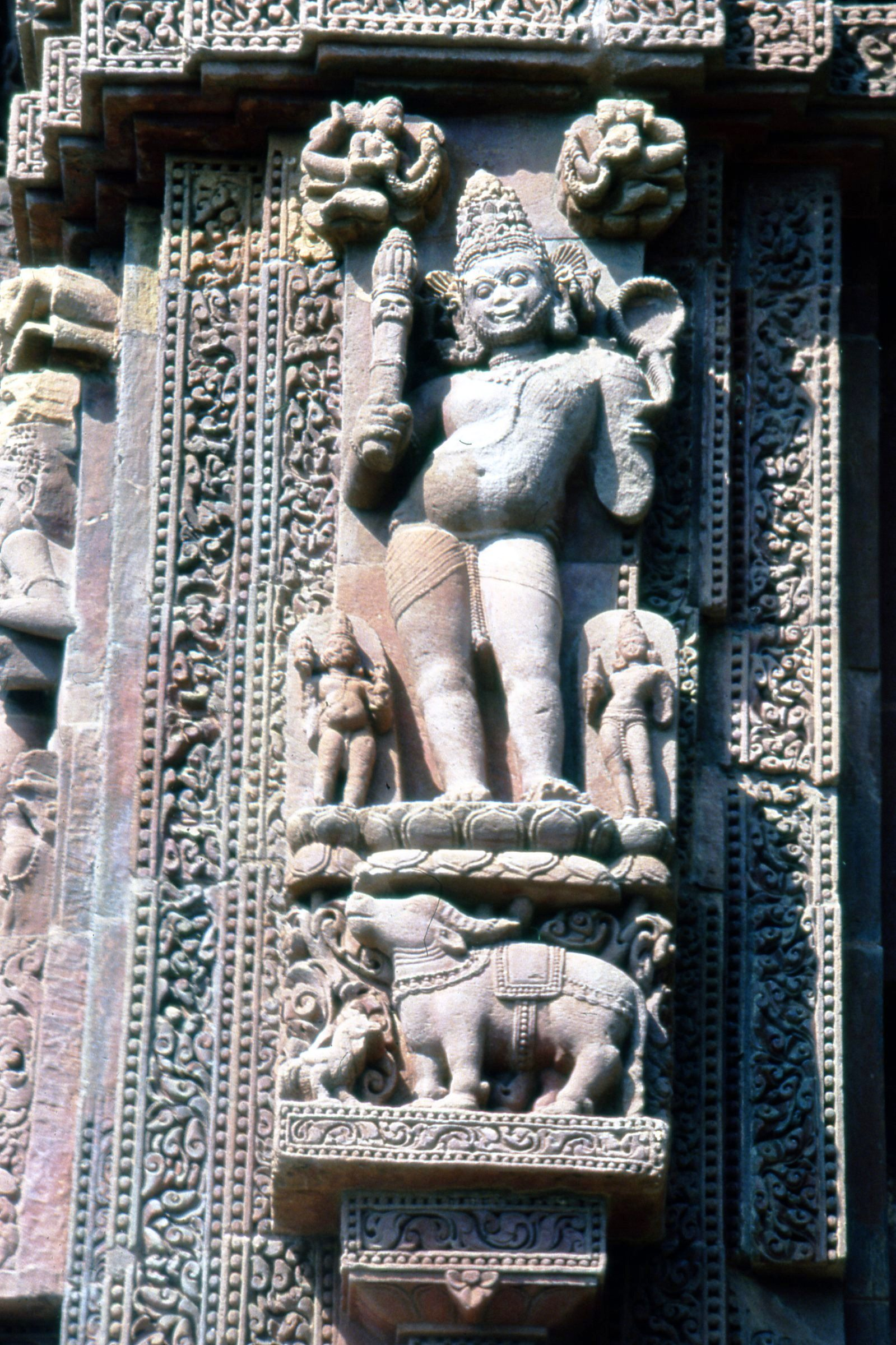
Todesgott Yama auf einem Büffel
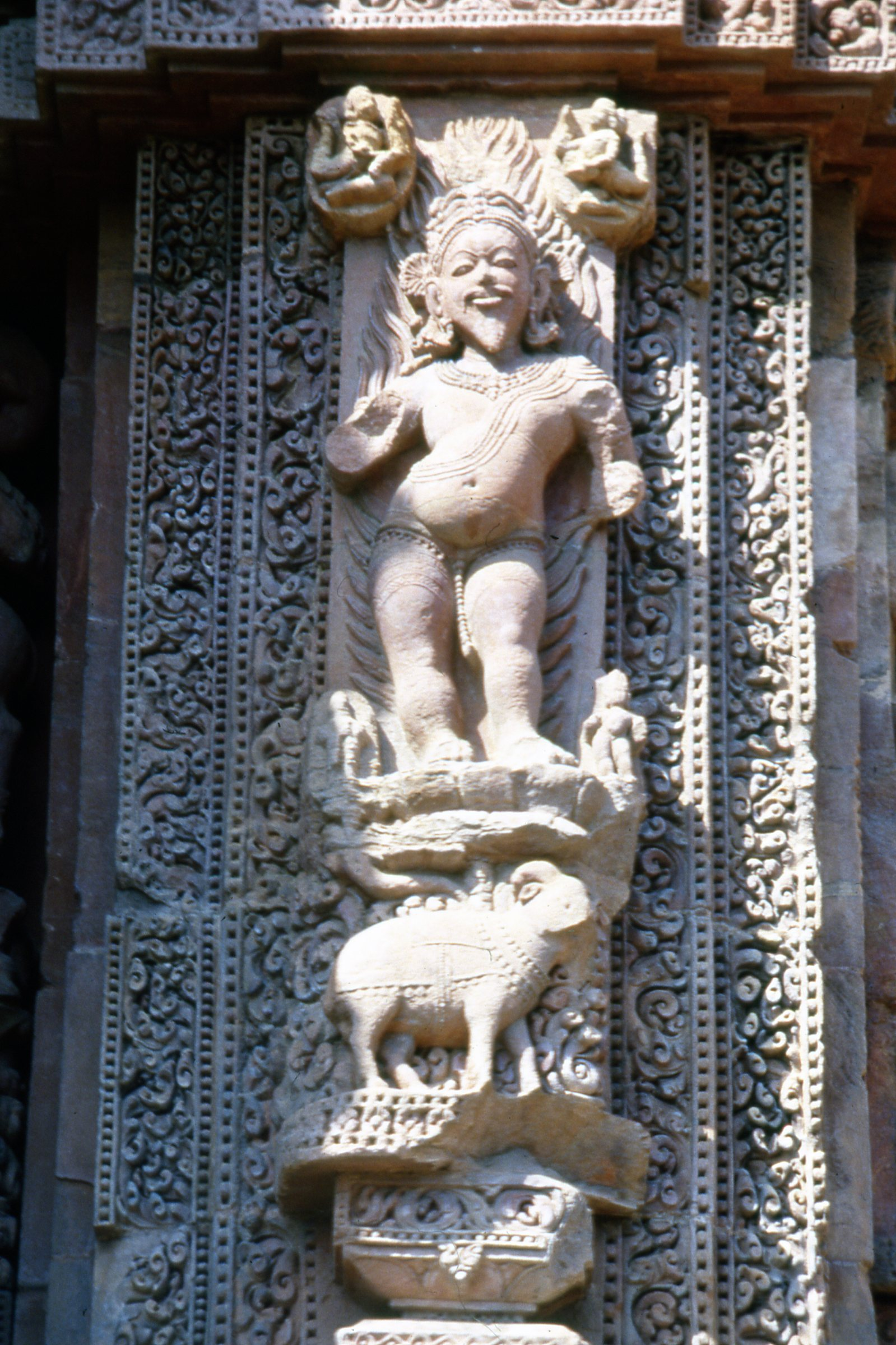
Feuergott Agni auf einem Widder
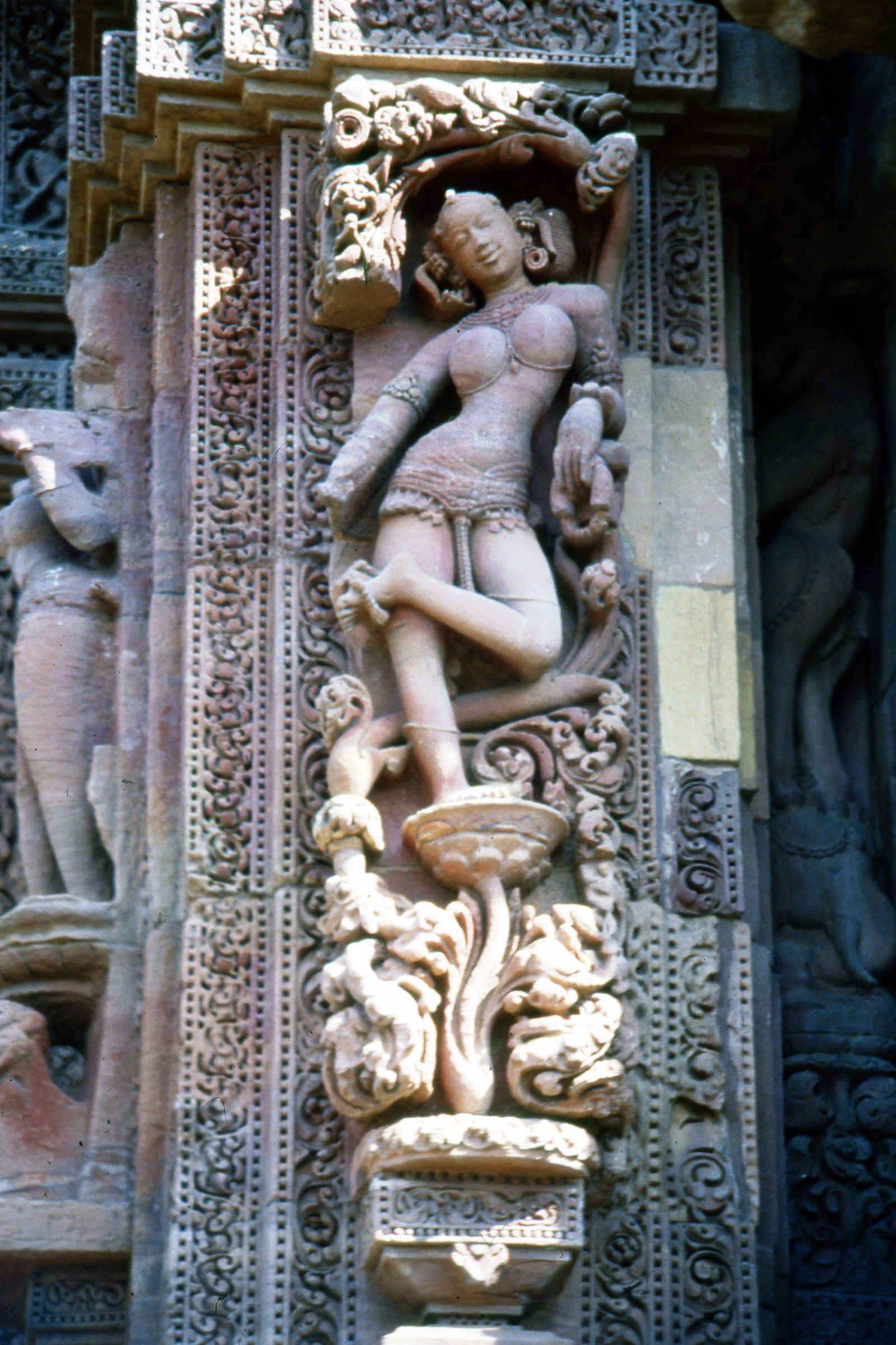
surasundari
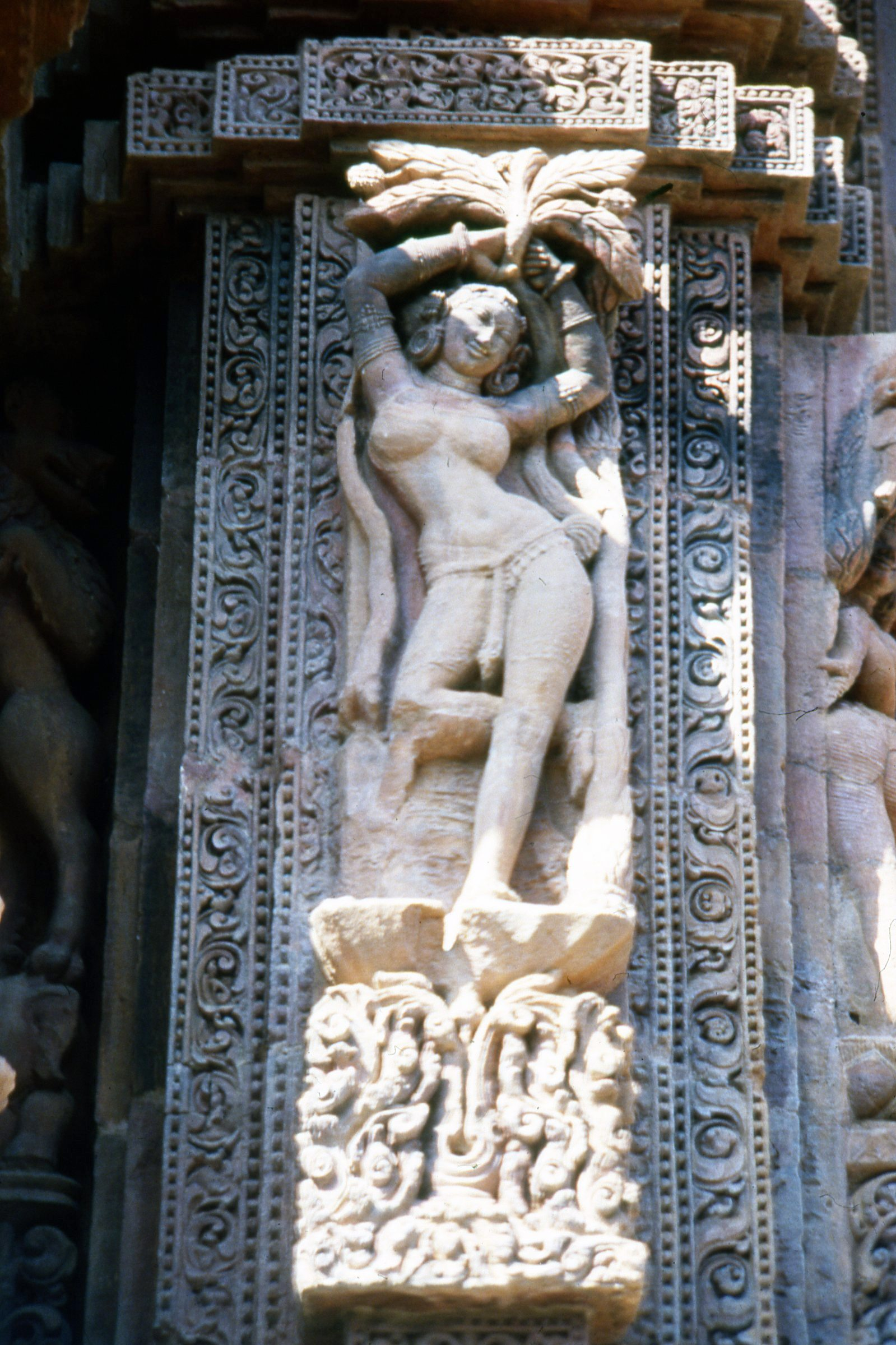
salabhanjika